# Коношановское муниципальное образование
Коношановское сельское поселение — упразднённое муниципальное образование со статусом сельского поселения в Жигаловском районе Иркутской области России. Административный центр — село Коношаново.
Упразднено в 2011 году, входившие в него два населённых пункта были включены в межселенные территории.

## Население
По результатам Всероссийской переписи населения 2010 года
численность населения муниципального образования составила 66 человек, в том числе 37 мужчин и 29 женщин.

## Населённые пункты
- село Коношаново
- деревня Головское